# Matilde Bianchi
Matilde Bianchi   (Montevideo, 26 de maig de 1927 - Montevideo, 1991) va ser una poeta, crítica literària i professora uruguaiana.

## Biografia
Matilde Bianchi va ser professora de llengua castellana i literatura i va exercir com a crítica literària i de dansa. El 1954 va rebre una beca de la Universitat de Salamanca per fer estudis de postgrau. El 1967, a causa de la mort del Che Guevara, va llegir a l'esplanada de la Universitat de la República el poema «Cantar del Ché».
El 1973 va viatjar a Espanya, es va radicar a Madrid el 1976 i va tornar a l'Uruguai el 1982. Allà, al costat d'altres llatinoamericans, va integrar la tertúlia literària Fabro, va dirigir el Taller de Poesia de l'Institut d'Educació Integral i va realitzar col·laboracions amb el diari El Pueblo.
Va ser jurat de diversos concurs literaris i va escriure per a diverses revistes espanyoles, entre elles Ínsula, La Pluma, Zikurat i Triunfo.

## Obres

### Poesia
- Cenit bárbaro (1954).
- Cantar del Che (1967).
- Los Tangos de Troilo (1969).
- Adiós a la sopa de cebolla (1971).
- No habrá más pena ni olvido (1979).
- Violetera de playa (1984).
- Déjame caer como una sombra (1985).
- Aquendelmar  (1989).
- Razones de amor  (1990).

### Narrativa
- Marcha y contramarcha (1963).
- Originales y fotocopias (1982).
- A la gran muñeca (1989).

## Premis
- Premi d'Instrucció Pública (1954) per a Cenit bárbaro.
- Menció de la Societat Uruguaiana d'Autors per a Marcha y contramarcha.